# Colletes perezi
Colletes perezi är en biart som beskrevs av Morice 1904. Colletes perezi ingår i släktet sidenbin, och familjen korttungebin. Inga underarter finns listade i Catalogue of Life.